# Відьми Іст-Енду
«Відьми Іст-Енду» (англ. Witches of East End) — американський телесеріал з Джулією Ормонд, Дженною Деван, Рейчел Бостон і Медхен Емік в головних ролях, заснований на однойменній серії романів письменниці Мелісси де ла Круз.
У центрі сюжету перебуває могутня і безсмертна відьма Джоанна Бошан і її дві дорослі дочки, які виросли, не знаючи, ким вони є. 31 січня 2013 року канал Lifetime замовив виробництво першого сезону серіалу з 10 епізодів, а його прем'єра відбулася 6 жовтня 2013 року. 22 листопада 2013 року Lifetime продовжив серіал на другий сезон, який стартував 6 липня 2014 року. 4 листопада 2014 року канал закрив серіал після двох сезонів через низькі рейтинги, залишивши невирішеними кілька кліфгенгерів в фіналі.

## Виробництво

### Концепція
Серіал є вільною екранізацією серії романів. У центрі історії знаходиться сімейство Бошан, могутніх добрих відьом, на чолі з безсмертною Джоанною. Мати-одиначка Джоанна має двох дорослих доньок Інгрід і Фрей, які не знають про свої сили, бо Джоанна не хоче, щоб вони рано померли, як в минулих їхніх життях. Основною зміною є те, що Інгрід і Фрея на початку історії не знають про свої магічні здібності. У сюжет також додана абсолютно нова персонажка, Венді, зухвала сестра Джоани, яка хоче, щоб Інгрід і Фрея дізналися про свої сили і продовжили їхній шлях. 
Багато критиків проводили порівняння шоу з серіалами «Зачаровані» і «Іствік», проте основною відмінністю «Відьом Іст-Енду» є послідовна історія розповіді, відсутність як такого методу «монстра тижня», а також демонстрація життя персонажок в різні періоди часу і десятиліття. 

### Зйомки
Кабельний телеканал Lifetime дав зелене світло на виробництво пілота адаптації однойменної серії книг-бестселерів письменниці Мелісси де ла Круз в середині липня 2012 року. Розробкою зайнялася Меггі Фрідман, яка зайняла місце виконавчої продюсерки і авторки пілотного епізоду. 
Зйомки пілотного епізоду проходили восени 2012 року в Мейкон, штат Джорджія і Вілмінгтоні, Північна Кароліна. 31 січня 2013 року канал затвердив пілот як серіалу і дав зелене світло на виробництво першого сезону з 10 епізодів для трансляції в 2013 році. Незабаром після цього було оголошено, що зйомки будуть проходити в Ванкувері, Канада, з 16 липня по 21 жовтня 2013 року.

### Кастинг
В ході подальшої розробки серіалу в червні 2013 року Патрік Гойзінгер, який виконав головну чоловічу роль в пілоті, був звільнений, тому що не мав достатньої хімії з екранною нареченою Дженною Деван. Ерік Вінтер через пару тижнів замінив його в цій ролі. Ніколас Гонзалес також покинув акторський склад, а Джейсон Вінстон Джордж замінив його в аналогічній ролі. Нарешті, Гленн Гедлі також покинула серіал, а на її місце прийшла Вірджинія Медсен, але не в регулярній, а періодичної ролі 

## Дійові особи

### Основний
- Джулія Ормонд — Джоанна Бошан
- Медхен Емік — Венді Бошан
- Дженна Деван — Фрея Бошан
- Рейчел Бостон — Інгрід Бошан
- Ерік Вінтер — Деш Гардінер
- Деніел Дітомассо — Кілліан Гардінер
- Крістіан Кук — Фредерік Бошан (сезон 2)

### Другорядний склад
- Вірджинія Медсен — Пенелопа Гардінер / Афіна, дочка Арчібальда Браунінга
- Том Ленк — Гадсон Рафферті
- Джейсон Вінстон Джордж — Адам Фредді
- Фредді Принц-молодший — Лео Вінгейт
- Ентоні Лемке — Гаррісон Веллс
- Енвер Джокай — Майк
- Келлі Стюарт — Барб
- Ку Сіркар — Емі Метьюз Джоель
- Джоель Гретч — Віктор, батько Інгрід і Фреї
- Джилліан Барбер — Мойра Тетчер
- Тетчер Метт Фрюер — Перевертень
- Ніл Гопкінс — Даг

## Критика
Пілотний епізод отримав полярні відгуки. Ніл Зілінджер з The New York Times оцінив, що «Відьми Іст-Енду» приносить освіжаючі комічні мотиви в списку телешоу про магію і відьом, які в сезоні 2013-14 років виглядають, в основному, більш похмуро. Даян Вертс з Newsday похвалила пілотний епізод і його концепцію, особливо змішування жанрів мильної опери з трилером, фантастичною драмою і фентезі, зазначивши сюжетні задатки для подальшої частини сезону. Еллісон Кін з журналу The Hollywood Reporter сприятливо зазначила, що «Відьми Іст-Енду» не перевантажує глядача міфологією, як «Сонна лощина», і не ставить на чолі всього секс, як «Справжня кров». У негативних відгуках критикувалася манера зйомки пілотного епізоду режисером Марком Вотерсом, а також поєднання мильної опери і трилера. 

## Епізоди
| Сезон | Сезон | Епізоди       | Оригінальна дата виходу | Оригінальна дата виходу |
| Сезон | Сезон | Епізоди       | Прем'єра сезона         | Фінал сезона            |
| ----- | ----- | ------------- | ----------------------- | ----------------------- |
| 1     | 10    | 6 жовтня 2013 | 8 грудня 2013           |                         |
| 2     | 13    | 6 липня 2014  | 5 жовтня 2014           |                         |